# Estadio Thống Nhất
El Estadio Thống Nhất o Estadio de la Reunificación es un estadio multiusos ubicado en Ciudad Ho Chi Minh en Vietnam y se usa principalmente para la práctica del fútbol y de atletismo. El estadio inaugurado en 1960 tiene una capacidad para 25 000 personas. Los clubes Ho Chi Minh City FC Xuan Thanh Saigon FC y Saigon FC de la V-League disputan aquí sus partidos.
Hasta 1975, el estadio fue llamado Cộng Hòa o Estadio de la República. El recinto había sido testigo de una serie de importantes eventos deportivos, incluyendo una gran multitud de 30 000 personas para ver el partido de fútbol entre la Selección de Vietnam del Sur y la de Corea del Sur, conducente a los Juegos Olímpicos de 1964.
En 1966 el equipo de fútbol de Vietnam del Sur conquistó la Copa Merdeka al derrotar a Birmania. El trofeo de oro se mantuvo en exhibición en el estadio hasta su desaparición después de la caída de Saigón en 1975.